# Zamarada corymbophora
Zamarada corymbophora là một loài bướm đêm trong họ Geometridae.